# Vasklot kraftverk
Vasklot kraftverk (finska: Vaskiluodon voimalaitos) är ett kraftverk i stadsdelen Vasklot i Vasa i Finland som eldas med stenkol och biobränsle. Det består av två block och har en installerad effekt på 399 MW.  Kraftverket har som mål att vara 
koldioxidneutralt senast år 2035.
År 2012 byggde man världens då största förgasningsanläggning för biomassa. Råvaror är bland annat flis och torv. Gasen eldas tillsammans med stenkol. Anläggningen kompletterades år 2020 med ett stort underjordiskt energilager för hetvatten. Det har en kapacitet på 7–9 GWh och ligger 30 meter under marken i ett bergrum som tidigare har använts för lagring av olja.
I april 2025 beslöt Vaasan Voima att öka energilagrets kapacitet genom att höja vattentemperaturen till över 100 °C. Ombyggnaden beräknas kosta 20 miljoner euro varav finska staten bidrar med 5,8 miljoner euro.